# Ioana Blaj
Ioana Blaj (n. 15 februarie 1987) este o actriță română.

## Biografie
Ioana Blaj s-a născut în Timișoara în anul 1987. Apoi a studiat la Universitatea Naționala de Artă  Teatrală și Cinematografică I. L. Caragiale. Aceasta a fost împreună cu Paul Ipate din anul 2006 dar s-au despărțit în anul 2009. În prezent formează un cuplu cu regizorul Ion Ducu cu care are 2 copii.

## Filmografie

### Seriale
- Fructul oprit (2018-2019) - Iza Neagu
- Sacrificiul (2019-2020) - Irina Popescu
- Adela (2021-2022) - Rodica Dincă
- Lia - Soția soțului meu (2023-2024) - Alice Bădescu

### Filme
- Ramon (2023)-patroana cafenea
- Live (2015)-Velvet
- Cuscrii (2014)-Mariana Vranceanu
- America,venim! (2014)-Nela
- Teorema Zero (2013)-cumparatoare
- Liceenii, în 53 de ore și ceva (2010) - Iulia
- Marți, după Crăciun (2010)
- Cumpărături de ultim moment (2009)
- Bric-Brac (2008) - Gabi
- Down the rabbit hole (2008)

### Piese de teatru
- Asta-i tinerețea noastră (Kenneth Lonergan) - regia Radu Iacoban, 2012
- Pescarusul (A.P.Cehov) - regia Tania Filip, 2012
- Autobahn (Neil Labute) - regia Mihaela Sârbu, 2011
- Normal (Anthony Neilson) - regia Bogdan Dragoi, 2010